# Francisco Javier Estrada Murguía
Francisco Javier Estrada Murguía, cuyo nombre completo era José Francisco Javier Severiano Adolfo Estrada Murguía (10 de febrero de 1838, San Luis Potosí, S.L.P., México – 12 de febrero de 1905 – Distrito Federal, México), fue un científico mexicano del siglo XIX, quien fue además inventor, físico, farmacéutico, catedrático, y político.

## Primeros años
Fue uno de los 14 hijos, de los cuales sobrevivieron ocho, del doctor José Mariano Francisco Javier Estrada Zapata (1801 – 1885) y de Luisa Murguía Mojica (1816). Fue bautizado el día siguiente de su nacimiento en la parroquia del Sagrario por el padre Manuel Gaitán. Realizó sus estudios básicos en su ciudad natal en la escuela lancasteriana (1846-1849).
Su papá lo impulsó en el camino del emprendimiento, ya que el doctor Estrada había instalado la primera imprenta en su ciudad natal y, había tenido diversos cargos políticos. Su papá también apoyó a Juan de la Granja a introducir el telégrafo electromagnético en México, y el telégrafo de la Ciudad de México a Puebla, asunto que le redituó a su hijo en sus futuras investigaciones.
En su adolescencia fungió como escribiente al lado de su papá, en San Miguel de Allende con un sueldo de 30 pesos. En 1849 fue trasladado a Ciudad de México donde estudió latinidad en el colegio San Gregorio. Luego estudió Lógica en colegio San Ildelfonso bajo el Pbro. Ladislao de la Pascua. En 1855 regresó a San Luis Potosí donde estudió matemáticas, para volver en 1857 a la Ciudad de México a estudiar Física en sus materias de mecánica, hidrodinámica, movimiento de los gases, estática, cinemática, dinámica, electromagnetismo, termodinámica, meteorología, electroquímica, óptica. Ingresó a la Escuela Nacional de Medicina en 1860, titulándose en el año de 1861 en farmacología. Cursó química e historia natural en 1863.

## Ejercicio profesional
Se desempeñó como segundo ayudante del cuerpo militar, ejerció como tesorero de la junta inspectora de introducción primaria en la ciudad, alcalde de la ciudad, diputado (1844-1845) y senador de la República.[cita requerida]
Fue catedrático de física en el Instituto Científico y Literario de San Luis Potosí (1859-1922 que luego fue la Universidad Autónoma de San Luis Potosí) y en la Escuela Nacional de Medicina, la cátedra de física. Trabajó en la botica del Refugio y luego en la botica Cruz Roja. Adquirieron una botica misma que vendió en 1868.[cita requerida]
Se casó el 2 de septiembre de 1866 con Trinidad Blanco (1847) en San Luis Potosí y tuvo dos hijos: Carlos y Ángela Estrada Blanco (1867-1900), quien se casó el 30 de julio de 1891, con Guillermo Senisson Medina (1860-1940).[cita requerida]

## Inventor
Desde 1863 comenzó a realizar experimentos con imanes y electro-imanes junto con el regiomontano Pedro Dionisio de la Garza, primer doctor mexicano en física, sobre el diseño de nuevas máquinas de inducción eléctrica, y en 1867 ya daba a conocer sus resultados y experimentos físicos, lográndolo con éxito en 1868, enviando a construir a la casa Berger de Francia, donde envió los planos para que el 20 de agosto de 1868 le permitiera contar con su propio motor eléctrico, dinamo con el cual fue posible lograr un proceso de alumbrado eléctrico al encender la primera lámpara de arco, en todo el continente americano, antes que Thomas Alva Edison, y logró iluminar con electricidad el primer edificio en territorio mexicano: el edificio central del instituto donde era catedrático, en el área del patio, logro que fue acreditado por el periódico nacional “Monitor Republicano”, de ese mismo mes, y también de septiembre de 1868; así mismo lo hizo "El Siglo Diez y Nueve" en agosto y septiembre de 1868, y lo confirmó posteriormente el Museo de Historia de la Ciencia de San Luis Potosí. Estrada Murguía financiaba sus propias investigaciones.
En 1871, el belga Zénobe Gramme dio a conocer ante la Academia de Ciencias de París una máquina idéntica a la descrita en los planos de Francisco, la cual llamarían dinamo de Gramme, considerándose oficialmente así el primer generador eléctrico en la industria. Estrada Murguía reclamó el robo, y le dijeron que “no había sido robo sino una apropiación intelectual no intencionada.” Semanas después Francisco Javier, fue nombrado miembro de la Academia de Ciencias de París, a pesar de no haber solicitado su inscripción a la misma.[cita requerida]
Ese mismo año, le diagnosticaron la enfermedad nerviosa degenerativa de la médula espinal llamada ataxia locomotriz, por la cual perdió la vista en 1874 y poco después tuvo que usar silla de ruedas. El aprecio y prestigio entre los alumnos hacía que ellos mismos fueran por el catedrático y lo regresaran para obtener su cátedra. Así continuó su tarea como docente e inventor.[cita requerida]
En 1874, escribió en el periódico El Minero Mexicano:
A medida que avanzan mis males, mi imaginación se muestra más infatigable, aumentando en razón inversa de mis movimientos.” “Desde ahora anuncio que, no ha de faltar algún sabio que pretenda echar por tierra el fruto de los afanes que me han dejado sin poder ver la luz; pero esta es la recompensa que se nos espera… nos humillamos admirando lo extranjero, y despreciamos las obras de nuestros hermanos. Sin embargo, no desmayo y me ocupo en la construcción de un telégrafo tipográfico de mi invención que concluiré solo Dios sabe cuándo, porque mis artesanos padecen de apatía, enfermedad originada en las altas regiones y actualmente epidémica en el país.”
El 8 de enero de 1875 se anunciaba como profesor particular en su domicilio, en el periódico La Unión Democrática. También en el periódico La Sombra de Zaragoza del 18 de enero de 1875.[cita requerida]
En 1877 el gobierno del estado de San Luis Potosí solicitó y contrató a la empresa potosina de Alumbrado y Poder Motor Eléctrico, de Plutarco Ornelas, para alumbrar la calle Allende al frente y una de las laterales (Carranza) de la Plaza de Armas, la ciudad capital del estado, lo que la convirtió en la primera ciudad mexicana y el mundo en obtenerlo, logro anunciado por los periódicos de la Ciudad de México del 12 de julio de 1898.[cita requerida]
En 1878 gestionó un pedido a París de aparatos e instrumentos. En 1879 estableció, con apoyo de la Secretaría de Fomento, el observatorio meteorológico, mismo que fue puesto en comunicación directa de las oficinas de su ciudad con el de la Ciudad de México.
En 1879 ya se contaba con un generador de electricidad para la empresa y fábrica de hielo de San Luis Potosí y para otras empresas. En Zacatecas conoció a Thomas Alva Edison, y ambos intercambiaron ideas sobre sus trabajos y descubrimientos de ambos. Un poco después, el 22 de octubre de 1879, Edison presentó su versión de la bombilla eléctrica, y se presentó como el inventor oficial de la misma.[cita requerida]
El 14 de enero de 1881 hizo un experimento de un micrófono transmisor de larga distancia, lo que sería después la telefonía, en el instituto literario.[cita requerida]
El 14 de enero de 1882, logró la comunicación telefónica entre San Luis Potosí y la Ciudad de México, en ese momento una de las distancias más largas conectadas a través del aparato telefónico. Ese día se organizó un evento de beneficencia para recaudar fondos.
En 1886 desarrollo el primer sistema de telégrafo inalámbrica, hecho que consta según el periódico oficial del estado libre y soberano de San Luis Potosí núm. 790, del 21 de junio de 1886, en su página 1, logrando el permiso de concesión por el presidente de México, Porfirio Díaz (nueve años antes que Guillermo Marconi).[cita requerida]
Un poco después fue separado de la cátedra que había estado impartiendo desde hacía 18 años de impartirla. Varios alumnos se opusieron, pidiendo su restitución.[cita requerida]
Nikola Tesla basó varios de sus inventos en los escritos de Francisco. La cultura y la élite científica en México no eran robustas, pues el país estaba sumido en la intervención francesa. En opinión de Estrada, el emperador Maximiliano de Habsburgo impulsó más que antes, y formó la Comisión de Ciencias y Artes, asunto por el cual le solicitó a su hermana que acompañara a la princesa Salm-Salm a solicitar al presidente Benito Juárez el indulto a Maximiliano, para que no fuera fusilado. Por ese asunto fue considerado traidor a la patria, por el régimen juarista pasando así al olvido en la memoria nacional.[cita requerida]

## Últimos días
Varios de sus inventos fueron conocidos, registrados y patentados por otras personas. Antes de morir dijo: 
“Me apago, pero mi alma se enciende al morir.” 
Los últimos años trabajó en la farmacia del señor Senisson y dedicó tiempo a escribir para publicaciones nacionales y extranjeras. Sus familiares no se hicieron cargo de sus gastos funerarios, por lo que fue depositado en la fosa común del Panteón Civil de Dolores de la Ciudad de México.

## Obra
Logró inventar los siguientes aparatos: bombilla eléctrica, máquinas de vapor impulsadas por hielo (sin fuego), barómetro de mínima, termómetro metálico, termómetros de agua, reproducción indefinida de la intensidad estática, instrumento para medir la velocidad de la electricidad, piano eléctrico, empleo de rayos solares como fuente motriz, lámpara de mano, balanza geológica electromagnética y equipos de predicción de temblores. También un nuevo manipulador de teclado para el alfabeto Morse, el telégrafo impresor potosino y un telégrafo inalámbrico para los trenes en movimiento (antes que Nikola Tesla); creó un nuevo sistema de transmisión telegráfica dúplex, un micrófono de carbón y transmisión telefónica a gran distancia. Explicó el movimiento del radiómetro de Crookes en gases enrarecidos, mejoró el teclado Cooper. Estudió la propagación del cólera a través de las moscas.

## Reconocimientos
Recibió del Ministerio de Fomento de Estados Unidos el “Diploma de Ciencias Físicas y Químicas”. La “Sociedad de historia natural de Ciudad de México” lo nombró miembro honorario el 11 de septiembre de 1879.
La categoría en ciencias del Premio 20 de Noviembre lleva el nombre de Estrada Murguía. Una calle del barrio Tequisquiapan de San Luis Potosí también lleva su nombre. La prensa internacional lo la llamó sabio de primer nivel, genio mundial, “El sabio potosino.” Una placa de mármol conmemorativa da su nombre a la que ocupaba el gabinete de física en el recinto donde impartía la cátedra. El periódico oficial del Gobierno del estado libre y soberano de San Luis Potosí publicó, el 25 de enero de 1898, el artículo “Meteorología subterránea,” en relación con el invento de predicción de temblores y erupciones volcánicas. Así mismo ese mismo periódico publicó el 16 de febrero de 1905 información relativa a Francisco Estrada. En 1908, de manera póstuma se colocoó una fotografía de Estrada en el recinto donde impartió sus clases. El 4 de junio pusieron su nombre del aula. El gobierno del estado establecioó el certamen en ciencias y tecnología “Francisco Estrada”, acorde a los decretos 1011 y 101 del 15 de febrero de 1949.[cita requerida]